# John Johnson (Basketballspieler, 1959)
John James Johnson (* 1. Juni 1959 in Manchester) ist ein ehemaliger US-amerikanischer Basketballspieler, der auch über die deutsche Staatsbürgerschaft verfügt. Der 1,93 Meter große Flügelspieler war in der Basketball-Bundesliga für Bayer Leverkusen und Steiner Bayreuth aktiv.

## Laufbahn
Johnson wurde im englischen Manchester als Sohn eines jamaikanischen Vaters und einer deutschen Mutter geboren. Er wuchs in der kanadischen Großstadt Toronto und in Buffalo (US-Bundesstaat New York) auf. Johnson spielte als Schüler in Buffalo Basketball für die Mannschaft der Nichols Preparatory School, dann von 1977 bis 1981 an der University of Michigan. In seinem Abschlussjahr 1980/81 erzielte er in 30 Einsätzen im Durchschnitt 14,3 Punkte sowie 3,6 Rebounds und 3,5 Korbvorlagen. Er war damit in jener Saison hinter Mike McGee zweitbester Werfer der Hochschulmannschaft. Beim NBA-Draft 1981 wurde Johnson von den Boston Celtics in der dritten Auswahlrunde an insgesamt 69. Stelle genommen. Ende Oktober 1981 wurde er von den Bostonern aussortiert. Ein NBA-Spiel hatte er für die Mannschaft nicht bestritten.
In den Saisons 81/82 sowie 82/83 spielte Johnson für den Crystal Palace Basketball Club in England, 1983 wechselte er innerhalb des Landes zu den Solent Stars. Mit den Stars wurde Johnson in seinem ersten Jahr englischer Meister und erhielt die Auszeichnung als Spieler des Jahres. 1984/85 stand Johnson zunächst ebenfalls in Diensten der Solent Stars, wechselte im Laufe der Saison aber zum Ligakonkurrenten Kingston Kings.
1985 ging Johnson zum deutschen Bundesligaverein Bayer Leverkusen und gewann mit den Rheinländern 1986, 1990 und 1991 die deutsche Meisterschaft. In insgesamt 177 Bundesliga-Spielen für Leverkusen kam er zwischen 1985 und 1991 auf einen Schnitt von 17,3 Punkten je Begegnung. In der Saison 1991/92 war er noch für Steiner Bayreuth aktiv, das ihn im November 1991 anheuerte, als man zu jenem Zeitpunkt den Auftakt in der Saison 1991/92 verpatzt hatte und auf dem letzten Tabellenrang lag. Johnson erzielte während seiner Bundesliga-Zeit insgesamt 3423 Punkte. Johnson zeichneten als Basketballspieler seine Vielseitigkeit, Dynamik und Arbeitsauffassung aus.
Nach seiner Basketballkarriere arbeitete Johnson bis 1996 als Vertreter des Bayer-Konzerns im Raum Tampa Bay (US-Bundesstaat Florida), später war er im Bankwesen tätig. Als  Basketballtrainer war er unter anderem an der Berkeley Preparatory School in Florida und als Assistenztrainer am Florida Southern College beschäftigt. Zeitweise war er in Florida auch Trainer von Volleyballschulmannschaften. Neben diesen Tätigkeiten baute er ab 1995 ein Unternehmen auf, mit dem er Jugendarbeit unter anderem mit Hilfe von Sport- und Bildungsangeboten betreibt.